# استرودواتر ریور
استرودواتر ریور (به انگلیسی: Stroudwater River) رودخانه‌ای است که در ایالات متحده آمریکا جریان دارد.